# Мур, Деми
Деми́ Джин Мур (англ. Demi Gene Moore; [dəˈmiː dʒiːn ˈmɔːr]), в девичестве — Гайнс (англ. Guynes; род. 11 ноября 1962[…], Розуэлл, Нью-Мексико) — американская актриса, достигшая мировой известности в 1980-х годах. К 1995 году она стала самой высокооплачиваемой актрисой в мире, а её вклад в киноискусство отмечен премиями «Золотой глобус» и Гильдии киноактёров США, а также номинациями на «Оскар», BAFTA и «Эмми». В 2025 году журнал Time включил её в список 100 самых влиятельных людей мира.
Мур начала путь в индустрии как модель, а в 1981 году дебютировала в мыльной опере «Главный госпиталь». После ухода из сериала в 1983 году она привлекла внимание в составе «Банды сорванцов» (англ. Brat Pack), снявшись в культовых фильмах 1980-х: «Во всём виноват Рио» (1984), «Огни святого Эльма» (1985) и «Что случилось прошлой ночью» (1986). Настоящий прорыв произошёл после роли в романтической драме «Привидение» (1990). Последовавшие работы —«Несколько хороших парней» (1992), «Непристойное предложение» (1993) и «Разоблачение» (1994) — закрепили её статус кинозвезды. В 1996 году она получила беспрецедентный для актрисы гонорар в $12,5 миллионов за главную роль в «Стриптизе». Однако после череды неудачных картин «Алая буква» (1995), «Присяжная» (1996) и «Солдат Джейн» (1997) карьера актрисы замедлилась.
В 2000-х она сосредоточилась на независимом кино и второстепенных ролях: «Ангелы Чарли: Только вперёд» (2003), «Бобби» (2006), «Кто вы, мистер Брукс?» (2007), «Предел риска» (2011) и «Очень плохие девчонки» (2017). Параллельно Мур активно снималась на телевидении — в сериалах «Империя» (2017—2018), «Вражда: Капоте против лебедей» (2018 - 2024) и «Землевладелец» (2024—н. в.). Новый виток славы принёс сатирический боди-хоррор «Субстанция» (2024), где она сыграла стареющую знаменитость. Эта роль принесла ей «Золотой глобус» за лучшую женскую роль и первую номинацию на «Оскар».
Личная жизнь Деми Мур неизменно привлекала внимание прессы. Она трижды была замужем: с 1981 года по 1985 год — за музыкантом Фредди Муром, с 1987 по года 2000 год — за актёром Брюсом Уиллисом (от этого брака у неё трое дочерей), а с 2005 года по 2013 год — за Эштоном Кутчером. В 2018 году она опубликовала откровенные мемуары Inside Out, ставшие бестселлером The New York Times и вызвавшие широкий резонанс.

## Ранние годы
Деми Мур (урождённая Деми Джин Гайнс) родилась 11 ноября 1962 года в Розуэлле (штат Нью-Мексико). Её биологический отец, Чарльз Фостер Хармон-старший (1940—1997), служил в ВВС США. Он оставил 18-летнюю мать Деми, Вирджинию (в девичестве Кинг; 1943—1998), спустя два месяца после свадьбы, ещё до рождения дочери. Чарльз был уроженцем Ланетта (Алабама), а Вирджиния родилась в Ричмонде (Калифорния), но выросла в Розуэлле. Бабушка Деми по материнской линии провела детство на ферме в Элиде (Нью-Мексико). Предки семьи Кинг происходили из центральных и южных штатов, преимущественно из Оклахомы, Арканзаса и Джорджии.
Когда Деми было три месяца, её мать вышла замуж за Дэна Гайнса (1943—1980), менеджера по рекламе в редакции газеты, чья частая смена работы вынуждала семью постоянно переезжать. В 1967 году у пары родился сводный брат Деми — Морган Гайнс. Сама актриса позже говорила: «Мой отец — Дэн Гайнс. Он вырастил меня. Да, есть человек, считающийся моим биологическим отцом, но у нас нет отношений». У Деми также есть сводные братья и сёстры от других браков Чарльза Хармона, однако она с ними не поддерживает связь.
Дэн Гайнс дважды женился на Вирджинии и дважды с ней разводился. 20 октября 1980 года, через год после второго развода, он покончил жизнь самоубийством. Биологический отец Деми, Чарльз Хармон, умер в 1997 году от рака печени в Бразории (Техас).
Мать актрисы неоднократно арестовывали — за вождение в нетрезвом виде и даже за поджог. В 1989 году Деми разорвала с ней контакт после того, как Вирджиния бросила реабилитацию в центре Hazelden Foundation (Миннесота), оплаченную дочерью. В 1993 году Вирджиния шокировала публику, снявшись обнажённой для журнала High Society — в пародии на знаменитые фото Деми для Vanity Fair (включая снимки беременной и в боди-арте), а также повторив сцену с гончарным кругом из фильма «Привидение». Однако незадолго до смерти Вирджинии от опухоли головного мозга (2 июля 1998 года) мать и дочь помирились.
Деми росла в Розуэлле, а позже в Кэнонсберге (Пенсильвания). Фотограф Боб Гарднер из Monongahela Daily Herald (где работал Дэн Гайнс), вспоминал: «Она выглядела истощённой, не столько из-за жестокого обращения, сколько из-за заброшенности. Её пронзительный взгляд вызывал тревогу». У Деми было косоглазие, исправленное двумя операциями, а также проблемы с почками. В 13 лет она узнала, что Дэн Гайнс — не её биологический отец, случайно найдя свидетельство о браке родителей, датированное февралём 1963 года (через несколько месяцев после её рождения).
В 14 лет Деми вернулась в Розуэлл, полгода прожила с бабушкой, а затем переехала в штат Вашингтон, где тогда жила её мать. Вскоре семья снова сменила место жительства — на этот раз на Западный Голливуд (Калифорния). Там Вирджиния устроилась в компанию по распространению журналов, а Деми пошла в школу Fairfax High School. В 2019 году актриса призналась, что в 15 лет её изнасиловал 49-летний домовладелец Базил Думас. Тот утверждал, будто заплатил матери Деми за доступ к ней, но сама актриса сомневается в правдивости его слов.
В ноябре 1978 года 16-летняя Деми бросила школу и переехала к 28-летнему гитаристу Тому Данстону. Устроившись ресепшионисткой на студию 20th Century Fox (благодаря помощи матери Данстона, ассистентки продюсера Дугласа Крамера), она позже подписала контракт с модельным агентством Elite Model Management. Вдохновившись примером соседки — 17-летней Настасьи Кински, — Деми записалась на актёрские курсы. Её первые роли — эпизоды в сериалах W.E.B. и Kaz.
В августе 1979 года, за три месяца до 17-летия, Деми познакомилась в клубе The Troubadour с музыкантом Фредди Муром, лидером группы Boy. В конце 1980 года он развёлся с женой, а через шесть недель женился на Деми.

## Карьера

### Начало и прорыв (1980—1989)

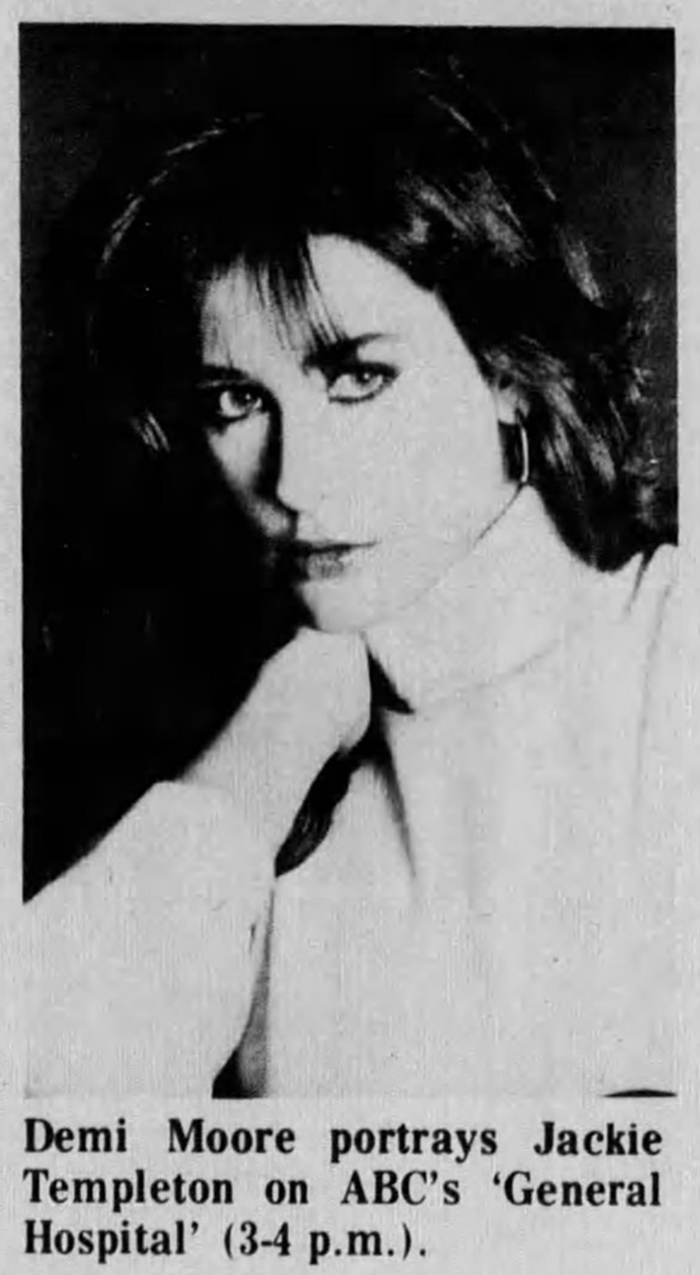
Газетная вырезка с Деми Мур в роли Джеки Темплтон в сериале «Главный госпиталь», январь 1982

Мур участвовала в создании трёх песен, написанных в соавторстве с Фредди Муром, а также снялась в музыкальном клипе на их композицию «It's Not a Rumor» в исполнении группы The Nu-Kats. До сих пор она получает авторские отчисления за свою работу в качестве певицы и автора песен (1980—1981).
В январе 1981 года Мур появилась на обложке мужского журнала Oui. Фотографии были сделаны ранее, когда она позировала обнажённой. В интервью 1988 года актриса пояснила, что согласилась только на обложку: «Мне было 16, но я сказала, что мне 18». Однако, как отметил журналист Алан Картер, в самом журнале были опубликованы откровенные кадры, а позднее её фото появились и в издании Celebrity Sleuth. Сама Мур позже утверждала, что эти снимки «делались для европейского модного журнала». В 1990 году она вновь вернулась к этой теме, подчеркнув: «Мне было 17. Я была несовершеннолетней. Это была только обложка».
Её кинодебютом стала роль подруги главного героя в спортивной драме «Выбор» (1981) режиссёра Сильвио Нариццано. Изначально фильм не привлёк большого внимания, но после роста популярности актрисы его стали активно продвигать при переиздании на видео. Вторая её работа — фантастический хоррор «Паразит» (1982), снятый в формате 3D. Режиссёр Чарльз Бэнд поручил кастинг-директору Джоанне Рей найти «новую Карен Аллен», и выбор пал на Мур. Фильм имел умеренный успех в кинотеатрах под открытым небом, собрав в прокате $7 миллионов. К моменту его выхода актриса уже несколько месяцев снималась в дневной мыльной опере «Главный госпиталь» в роли журналистки-расследовательницы Джеки Темплтон (её персонаж оставался в сериале до 1983 года). В этот же период она ненадолго появилась в пародийной комедии «Молодость, больница, любовь» (1982) в эпизодической роли без указания в титрах.

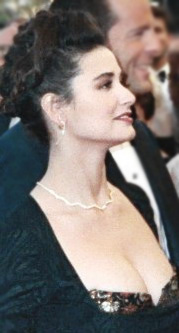
Мур на 61-й церемонии вручения наград премии «Оскар» в марте 1989 года

Переломным моментом в её карьере стал 1984 год, когда она сыграла дочь бизнесмена (Майкла Кейна) в эротической комедии «Во всём виноват Рио». Затем последовала роль возлюбленной начинающего фотографа (Джона Крайера) в картине «Только большое чувство» (1984). Кинокритик Los Angeles Times Шейла Бенсон назвала Мур «откровением фильма», отметив её «обаяние, страстность, диковатую энергию, трагикомичность и подлинную эмоциональность». Коммерческий успех пришёл к ней после выхода драмы о яппи «Огни святого Эльма» (1985), где она сыграла раскрепощённую банкиршу. Режиссёр Джоэл Шумахер, лично добивавшийся её утверждения на роль, настоял на её реабилитации перед съёмками и даже нанял сопровождающего, чтобы контролировать её трезвость на площадке. Несмотря на негативные отзывы критиков, фильм стал кассовым хитом и принёс Мур широкую известность. Из-за этой роли её часто причисляли к так называемой «Банде сорванцов» (англ. Brat Pack)  — группе молодых актёров 1980-х, однако сама она считала этот ярлык «унизительным».
Более серьёзным этапом в её карьере стала романтическая трагикомедия «Что случилось прошлой ночью» (1986), где она сыграла одну из главных ролей — жительницу Чикаго, вовлечённую в сложные отношения (её партнёром выступил Роб Лоу). Фильм стал поворотным в её творчестве: после его выхода ей начали предлагать более качественные проекты. Роджер Эберт поставил картине высшую оценку, особо отметив игру Мур: «В этом фильме ей довелось сыграть всю гамму романтических эмоций — и она справилась безупречно». Успех «Прошлой ночи» затмил её другие работы 1986 года — «Одно безумное лето» и «Уиздом», которые стали последними её фильмами, ориентированными на молодёжную аудиторию.
Осенью 1986 года Мур дебютировала на театральной сцене в офф-бродвейской постановке The Early Girl (театральная труппа Circle Repertory Company). Мел Гасоу из The New York Times назвал её выступление «впечатляющим дебютом», отметив «удачное сочетание наивности и мастерства, а также готовность полностью отдаваться роли». В 1988 году она сыграла главную роль в апокалиптической драме «Седьмое знамение» — это был её первый опыт в качестве единственной звезды фильма. А год спустя она воплотила образ остроумной прачки и частично проститутки в аллегорической ленте Нила Джордана «Мы не ангелы» (об эпохе Великой депрессии), где её партнёрами стали Роберт Де Ниро и Шон Пенн.

### Состоявшаяся актриса (1990—1997)
Наиболее успешным фильмом Деми Мур в тот период стала мистическая романтическая мелодрама «Привидение» (1990). Лента собрала в мировом прокате свыше $505 миллионов, став самым кассовым фильмом года и лидером по аренде видеокассет в 1991-м. Мур сыграла молодую женщину, оказавшуюся в опасности, — её защищает призрак убитого возлюбленного с помощью скептически настроенного экстрасенса. Любовная сцена между актрисой и Патриком Суэйзи, начинающаяся за гончарным кругом под «Unchained Melody», превратилась в один из самых культовых моментов в истории кино. Фильм номинировался на «Оскар» как «Лучший фильм», а сама Мур получила номинацию на «Золотой глобус» и премию «Сатурн» за лучшую женскую роль. Кроме того, актриса задала новый тренд: её короткая стрижка «гамин» стала образцом для подражания, вдохновив миллионы женщин. Примечательно, что на пике проката «Привидение» и «Крепкий орешек 2» (с мужем Мур, Брюсом Уиллисом) одновременно занимали первое и второе места в кассовых сборах. Подобное достижение среди голливудских пар повторилось лишь в 2024 году.  

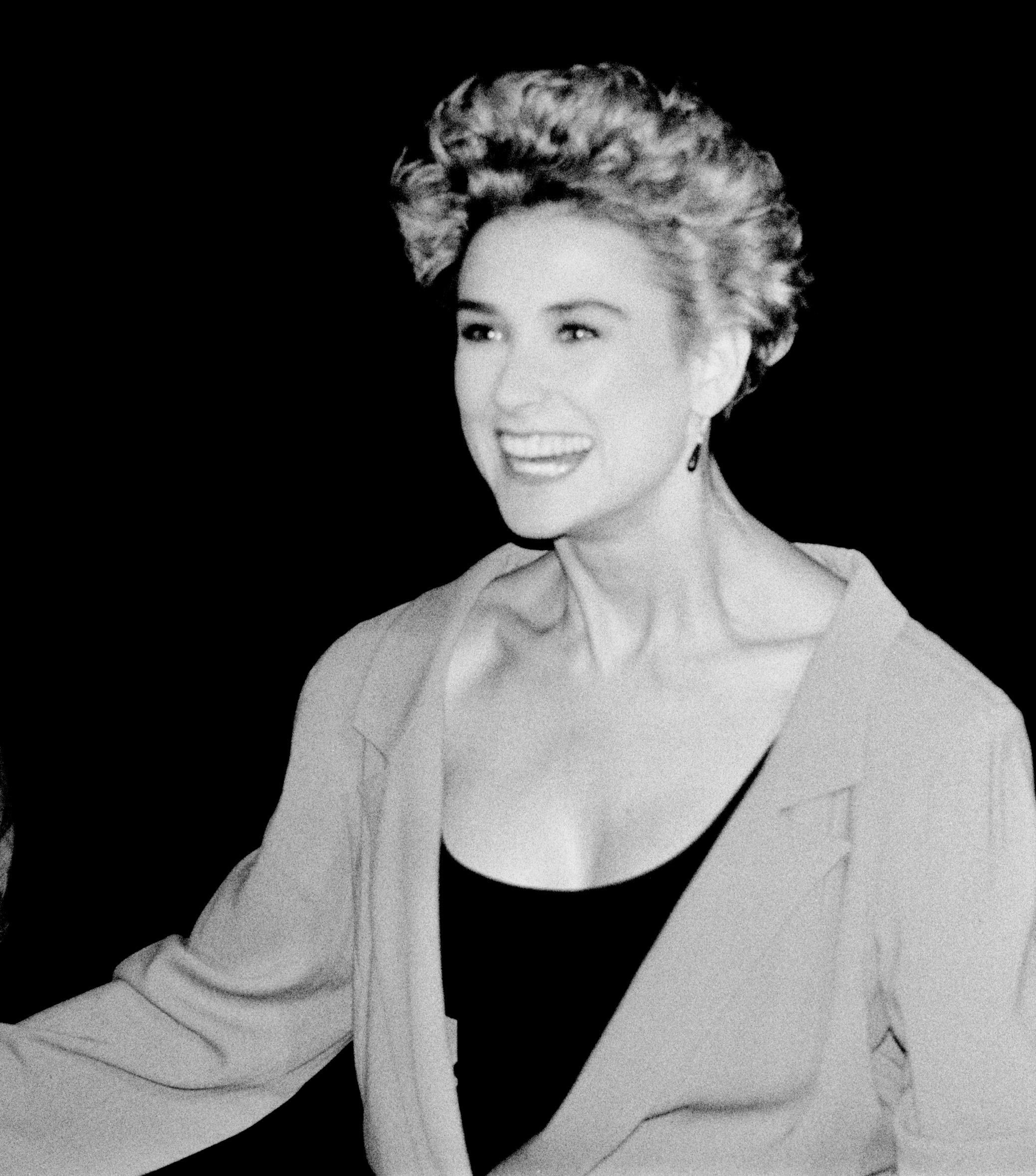
Мур на фестивале американского кино в Довиле (Нормандия, Франция) в сентябре 1990 года

В 1991 году Мур снялась в трёх разножанровых проектах: в чёрной комедии «Сплошные неприятности» она сыграла адвоката, в триллере «Смертельные мысли» — подозреваемую в убийстве, а в романтической комедии «Жена мясника» — ясновидящую. «Смертельные мысли», где её партнёром вновь выступил Уиллис, стал для актрисы «проектом-страстью»: после успеха «Привидения» она искала сложные роли и увлеклась работой над диалектом героини из Нью-Джерси. Когда первоначального режиссёра заменили на Алана Рудольфа, Мур лично решила финансовые проблемы, оплатив сверхурочные съёмки.  
За роль в «Жене мясника» она получила $2,5 миллиона, но позже назвала фильм ошибкой. На съёмочной площадке её сопровождала целая команда ассистентов: от коуча по речи и массажистки до няни для дочери и консультанта-экстрасенса — не считая стандартных визажистов, гримёров и дублёров. Она прибывала на съёмки на лимузине и настаивала на перелётах между локациями на частном самолёте. Как отмечал сценарист Эзра Литвак, «Деми — настоящая кинозвезда. Всё вращается вокруг этого. Она точно знает, чего хочет». Несмотря на провал в прокате и разгромные рецензии, критик Роджер Эберт высоко оценил её игру, назвав её «тёплой и душевной».  
Следующие роли Мур — лейтенант-коммандер в драме Роба Райнера «Несколько хороших парней» (1992), морально испытываемая жена в «Непристойном предложении» (1993) и сексуально агрессивная работодательница в триллере «Разоблачение» (1994) — упрочили её статус одной из самых востребованных актрис Голливуда. Все три фильма возглавляли бокс-офис и стали блокбастерами. Продюсер Мартин Шафер назвал её «равной по значимости любым звёздам-мужчинам» и «величайшей актрисой мирового кино».  
Однако с ростом популярности её выбор ролей стал подвергаться пристальной критике. Так, её интерпретация Эстер Принн в «Алой букве» (1995) — вольной экранизации одноимённого романа Натаниэля Готорна — вызвала резкое неприятие. Рецензент Джеймс Берарделли посчитал, что актриса не справилась с ролью, а её ограниченный актёрский диапазон сделал персонажа невыразительным. Очень тепло актриса отзывалась о съёмках в ностальгической драме «Время от времени» (1995), где сыграла писательницу с проблемами в личной жизни. Мур называла этот проект «не просто фильмом, а настоящим приключением». Несмотря на прохладные оценки критиков, картина добилась коммерческого успеха и обрела культовый статус.
Получив рекордный гонорар в размере $12,5 миллионов за главную роль в фильме «Стриптиз» (1996), Мур достигла статуса самой высокооплачиваемой актрисы в мире. В этой картине она сыграла секретаршу ФБР, ставшую стриптизёршей. Её дочь Румер Уиллис, которой на момент выхода фильма было семь лет, исполнила роль дочери её героини. Несмотря на относительно успешные кассовые сборы — $113 миллионов в мировом прокате, — фильм был встречен резкой критикой. Брайан Ди Джонсон из Maclean's раскритиковал актёрскую игру Мур и назвал ленту безвкусным проявлением её тщеславия. В том же году актриса снялась в триллере «Присяжная» (1996), где сыграла мать-одиночку, запуганную мафиози. Однако этот фильм также не нашёл отклика ни у зрителей, ни у критиков. За обе роли Мур была удостоена антипремии «Золотая малина» в номинации «Худшая актриса».
Параллельно Мур выступила продюсером и исполнила одну из главных ролей в телефильме HBO «Если бы стены могли говорить» (1996). Эта антология, состоящая из трёх новелл, посвящена теме абортов. Вместе с Мур в проекте снялись Сисси Спейсек и Шер. Сценаристка Нэнси Савока выступила режиссёром двух эпизодов, в одном из которых Мур сыграла вдову-медсестру 1950-х годов, вынужденную прибегнуть к подпольному аборту. Телефильм стал самым рейтинговым оригинальным проектом HBO на тот момент, собрав у экранов 6,9 млн зрителей. За эту работу Мур получила две номинации на «Золотой глобус» — за лучшую женскую роль в мини-сериале или телефильме и как продюсер лучшего телевизионного фильма, а также номинацию на «Эмми» в категории «Лучший телефильм». Кроме того, в 1996 году она озвучила Эсмеральду в мультфильме «Горбун из Нотр-Дама» и Даллас Граймс в «Бивис и Баттхед уделывают Америку» — оба анимационных фильма стали самыми кассовыми в своём жанре за тот год.
В 1997 году Мур воплотила на экране первую женщину, прошедшую подготовку в спецподразделении ВМС США SEAL, в драме Ридли Скотта «Солдат Джейн». Для этой роли она полностью обрила голову и прошла интенсивный двухнедельный курс военной подготовки. Фильм получил неоднозначные отзывы и принёс актрисе очередную «Золотую малину», однако её игра была в целом высоко оценена критиками. При бюджете в $50 миллионов картина собрала $98,4 миллиона по всему миру, что сделало её умеренно успешной в коммерческом плане. «Стриптиз» и «Солдат Джейн» считаются фильмами, после которых в карьере Мур наступил спад. Позже она прокомментировала это так: «Со „Стриптизом“ всё выставлялось так, как будто я предала женщин, а с „Солдат Джейн“ — мужчин». Тем не менее, актриса называет свою роль в «Солдат Джейн» одним из главных профессиональных достижений. В том же году она сыграла ультранабожную еврейку-психиатра в фильме Вуди Аллена «Разбирая Гарри» и эмоционально отстранённую жену в короткометражке Марка Пеллингтона «Путь в никуда».

### Перерыв в карьере и эпизодические роли (1998—2007)
После выхода фильма «Солдат Джейн» Деми Мур отошла от активной кинокарьеры и переехала в Хейли (Айдахо), чтобы полностью посвятить себя воспитанию трёх дочерей. В течение трёх лет она не появлялась на экране, пока не вернулась с ролью в артхаусной психологической драме «Две жизни» (2000) — первом англоязычном фильме бельгийского режиссёра Алена Берлинера. Её исполнение роли женщины с диссоциативным расстройством личности получило положительные отзывы критиков, однако сам фильм был оценён неоднозначно: некоторые обозреватели сочли его излишне затянутым, а зрительского успеха картина не снискала. Позже Мур признавалась, что не смогла полностью раскрыться в этой работе из-за переживаний, связанных со смертью матери и разводом с Брюсом Уиллисом. После этого она вновь взяла паузу в карьере, продолжая отказываться от предложений о съёмках. Продюсер Ирвин Уинклер в 2001 году отмечал: «Полтора года назад у нас был проект — хороший коммерческий фильм. Мы связались с ней, но она не проявила интереса».  
Возвращение Мура в кино состоялось в 2003 году с ролью антагонистки в блокбастере «Ангелы Чарли: Только вперёд», где её партнёрами стали Кэмерон Диас, Дрю Бэрримор и Люси Лью. Персонаж был написан специально для неё, и, по словам Бэрримор, Мур «затмила самих ангелов». Особое внимание прессы привлекла сцена, в которой актриса появляется в купальнике — этот эпизод вызвал, по её собственным словам, «чрезмерно бурную» реакцию. Позже Мур признавалась, что такая гипертрофированная реакция заставила её усомниться в своём месте в индустрии. Рецензент Rolling Stone Питер Трэверс иронично заметил: «Спасением становится появление Деми Мур в роли падшего ангела… 40-летняя актриса прекрасно выглядит в бикини и даже не пытается играть. Её холодная сексуальность контрастирует с весёлым безумием, в котором ангелы дерутся, танцуют и носятся на мотоциклах, словно клоны Индианы Джонса на эстрогене». Фильм оказался коммерчески успешным, собрав $259,1 миллионов в мировом прокате, однако после этого Мур вновь исчезла с экранов на три года. В этот период она стала лицом брендов Versace и Helena Rubinstein.  
В 2006 году она сыграла главную роль в мистическом триллере «Полусвет», где предстала в образе скорбящей писательницы, а затем воссоединилась с Эмилио Эстевесом в драме «Бобби», посвящённой последним часам жизни Роберта Кеннеди. Её персонаж — спивающаяся певица, чья карьера идёт ко дну. В составе актёрского ансамбля Мур была номинирована на премию Гильдии киноактёров США и получила награду Голливудского кинофестиваля в категории «Лучший актёрский состав».  
Год спустя она снялась вместе с Майклом Кейном, своим партнёром по фильму «Во всём виноват Рио», в британской криминальной драме «Без изъяна» (2007), сыграв американскую бизнес-леди, участвующую в ограблении Лондонской алмазной корпорации в 1960-х. Рецензент Miami Herald писал: «Блестящий дуэт Деми Мур и Майкла Кейна в ролях похитителей бриллиантов в этом неторопливом криминальном фильме с лихвой компенсирует его неспешный ритм». В том же году она появилась в психологическом триллере «Кто вы, мистер Брукс?» в роли целеустремлённой полицейской, расследующей преступления серийного убийцы. Критик Питер Трэверс счёл, что её персонаж «заслуживал более продуманной предыстории, чем абсурдная линия о наследнице, окружённой охотниками за состоянием». Несмотря на смешанные оценки, фильм оказался прибыльным, собрав 48,1 млн долларов в прокате.

### Независимые фильмы и различные проекты (2008—2023)

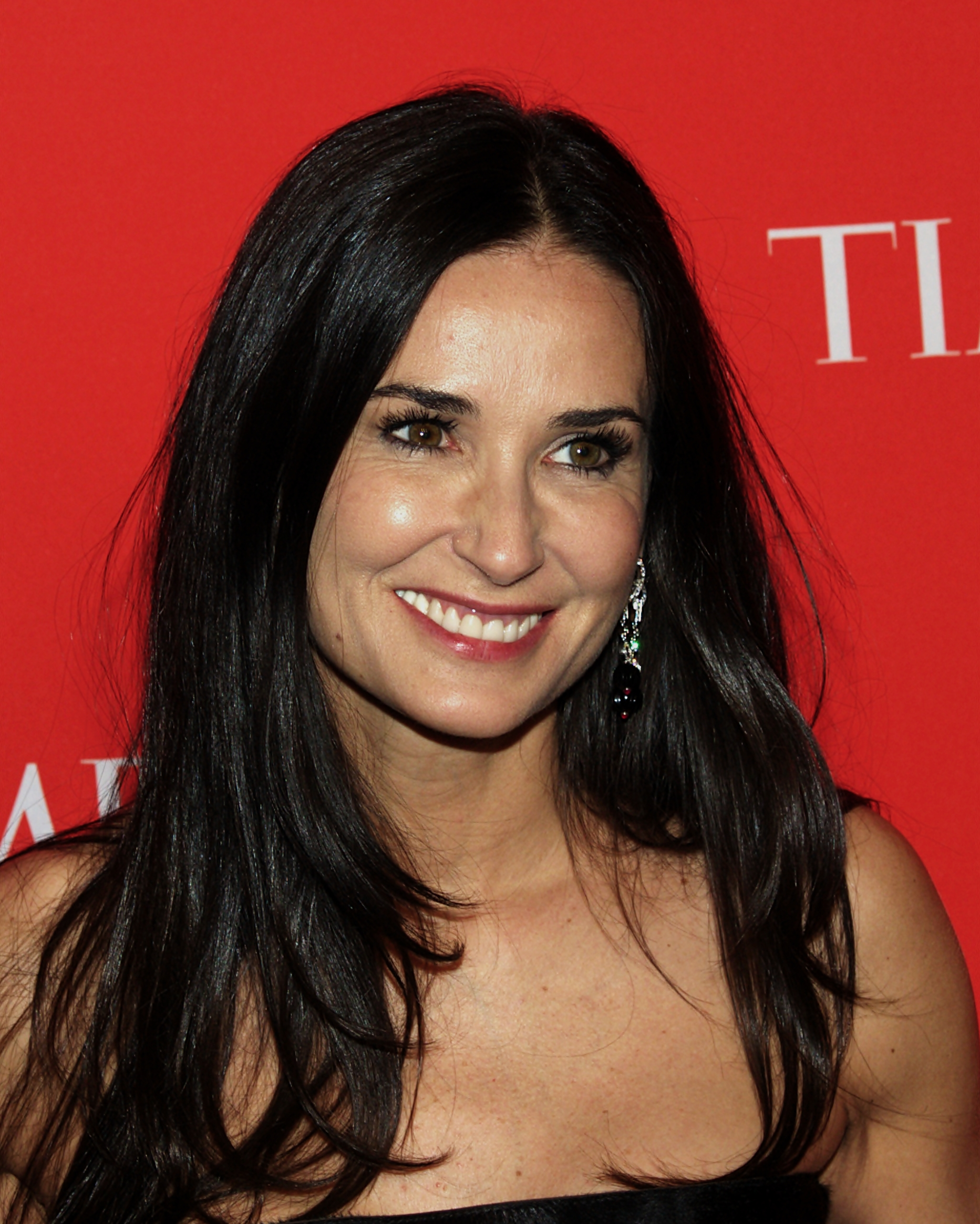
Мур на церемонии Time 100 в 2010 году

Деми Мур дебютировала в качестве режиссёра с короткометражным фильмом Streak (2008), посвящённым теме взросления. В этой работе снялась её дочь Румер Уиллис, а сам фильм был показан на кинофестивале в Нашвилле.  
В 2009 году актриса сыграла две заметные роли: в драме «Слёзы счастья» она воплотила образ дочери, помогающей отцу справляться с возрастными проблемами, а в комедии «Семейка Джонсов» — тайного маркетолога, продвигающего товары среди соседей. Критики высоко оценили последний фильм, отметив, что он «удачно сатирически изображает потребительскую культуру», а также выделили сильную игру Мур. В том же году она приняла участие в бродвейской постановке 24 Hour Plays в театре American Airlines Theatre.  
В 2010 году на экраны вышла картина «Бунраку», которую сама актриса охарактеризовала как «масштабное приключение с элементами экшена». Её героиня — роковая женщина, куртизанка с таинственным прошлым.  
В 2011 году Мур присоединилась к звёздному ансамблю корпоративной драмы «Предел риска», где сыграла руководителя отдела риск-менеджмента крупного инвестиционного банка на Уолл-стрит в начале финансового кризиса 2008 года. Фильм получил положительные отзывы, а актёрский состав был номинирован на несколько премий. В том же году Мур получила номинацию на премию Гильдии режиссёров Америки за постановку эпизода фильма-антологии телеканала Lifetime «Пять».  
В этот период её карьера сместилась в сторону небольших фильмов и второстепенных ролей. В чёрной комедии «Родственнички» (2011) она сыграла эксцентричную вторую жену, а в молодёжных драмах «Лето. Одноклассники. Любовь» (2012) и «Очень хорошие девочки» (2013) — матерей главных героинь. В вестерне «Заброшенный» (2015) она появилась в роли бывшей возлюбленной стрелка, а в комедии «Молодость по страховке» (2016) — дочери пенсионера-учителя. В драме «Слепец» (2017) её персонаж — жена бизнесмена, оказавшегося под следствием. Журналист Rolling Stone Дэвид Фир отметил, что, несмотря на её присутствие на экране, «создаётся впечатление, будто она намеренно дистанцируется от Голливуда».  
С 2017 по 2018 год Мур снималась в сериале «Империя», где исполнила роль загадочной медсестры. В чёрной комедии «Очень плохие девчонки» (2017) она сыграла одну из участниц свингерской пары, соблазняющей гостью девичника. Критики оценили её игру неоднозначно: одни назвали её «блестяще отталкивающей», другие посчитали сюжетную линию слабым местом фильма. Эта картина стала её единственным широким релизом десятилетия, собравшим 47,3 млн долларов в мировом прокате.  В 2018 году она снялась в индийской драме «С любовью, Соня» в роли социального работника, а в 2019-м — в чёрной комедии «Корпоративные животные», где сыграла аморальную управляющую.
В сентябре 2019 года вышла книга мемуаров Мур Inside Out, в которой она рассказала о детстве, отношениях и личных трудностях. Издание стало бестселлером по версии The New York Times, возглавив списки в категориях нон-фикшен.  
В 2020 году актриса появилась в постапокалиптическом триллере «Птица в клетке. Заражение», исполнив роль главы семьи, а также снялась в сериале «Дивный новый мир» в образе матери главного героя. Кроме того, она участвовала в показе фешн-шоу Рианны Savage x Fenty Vol. 2, где появилась в нижнем белье. В том же году Мур выступила продюсером и исполнительницей главной роли в аудиоподкасте Dirty Diana, записанном ею в собственной ванной. Она назвала этот проект возможностью исследовать тему сексуальности через призму позитивного восприятия.  
В 2022 году Мур получила положительные отзывы за роль эксцентричной соседки в музыкальной драме «Пожалуйста, детка, пожалуйста». Критики отмечали её магическое присутствие на экране. Также она сыграла камео в комедии «Невыносимая тяжесть огромного таланта», где появилась в роли «кинематографической бывшей жены» Николаса Кейджа.

### Возвращение на вершину (2024—н.в.)

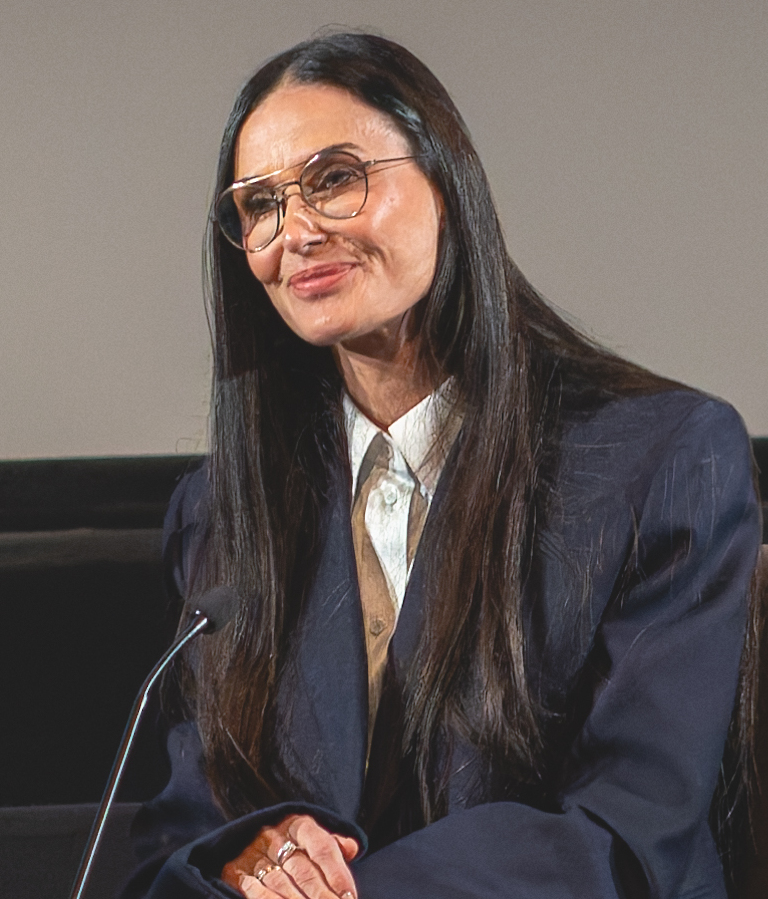
Мур в сентябре 2024 года

В 2024 году Мур сыграла роль светской львицы Энн Вудворд в сериале-антологии Райана Мёрфи «Вражда: Капоте против лебедей» на канале FX. Кроме того, актриса приступила к съёмкам в драматическом сериале Тейлора Шеридана «Землевладелец» на Paramount+, где исполнила роль жены нефтяного магната.  
Особое внимание критиков привлекла её работа в сатирическом боди-хорроре Корали Фаржа «Субстанция» (2024). В этой картине Мур сыграла стареющую звезду, которая использует запрещённый препарат, чтобы вернуть молодость. Премьера фильма состоялась на Каннском кинофестивале в 2024 году, и игра актрисы получила высокие оценки. Николас Барбер из BBC назвал эту роль лучшей в её карьере за последние десятилетия, отметив, что Мур «бесстрашно пародирует свой публичный образ». Фил де Семлиен из Time Out подчеркнул, что она «удерживает весь фильм, полностью отбросив амплуа звезды и создав образ, полный уязвимости, ужаса и увядающего эго».  
За эту работу Мур получила «Золотой глобус» за лучшую женскую роль в комедии или мюзикле, «Выбор критиков» за лучшую женскую роль, а также премию Гильдии киноактёров США. Кроме того, она была номинирована на «Оскар» и BAFTA в категории «Лучшая актриса».  
Она примет участие в новом фильме Бутса Райли I Love Boosters. В проекте рассказывается о предприимчивых магазинных воришках и сторонниках равных возможностей, которые нацелились на беспощадного эксперта в мире моды.

## Публичный образ
Деми Мур считается одной из первых актрис Голливуда, добившихся равной оплаты труда для женщин в киноиндустрии. В 1995 году она установила рекорд, получив $12,5 миллионов за роль в фильме «Стриптиз» — на тот момент это был самый высокий гонорар, предложенный актрисе. Интересно, что продюсеры картин «Стриптиз» и «Солдат Джейн» даже вступили в своеобразный «аукцион», стремясь первыми заполучить Мур для съёмок. В результате победа осталась за «Стриптизом», и Деми Мур стала самой высокооплачиваемой актрисой года.  

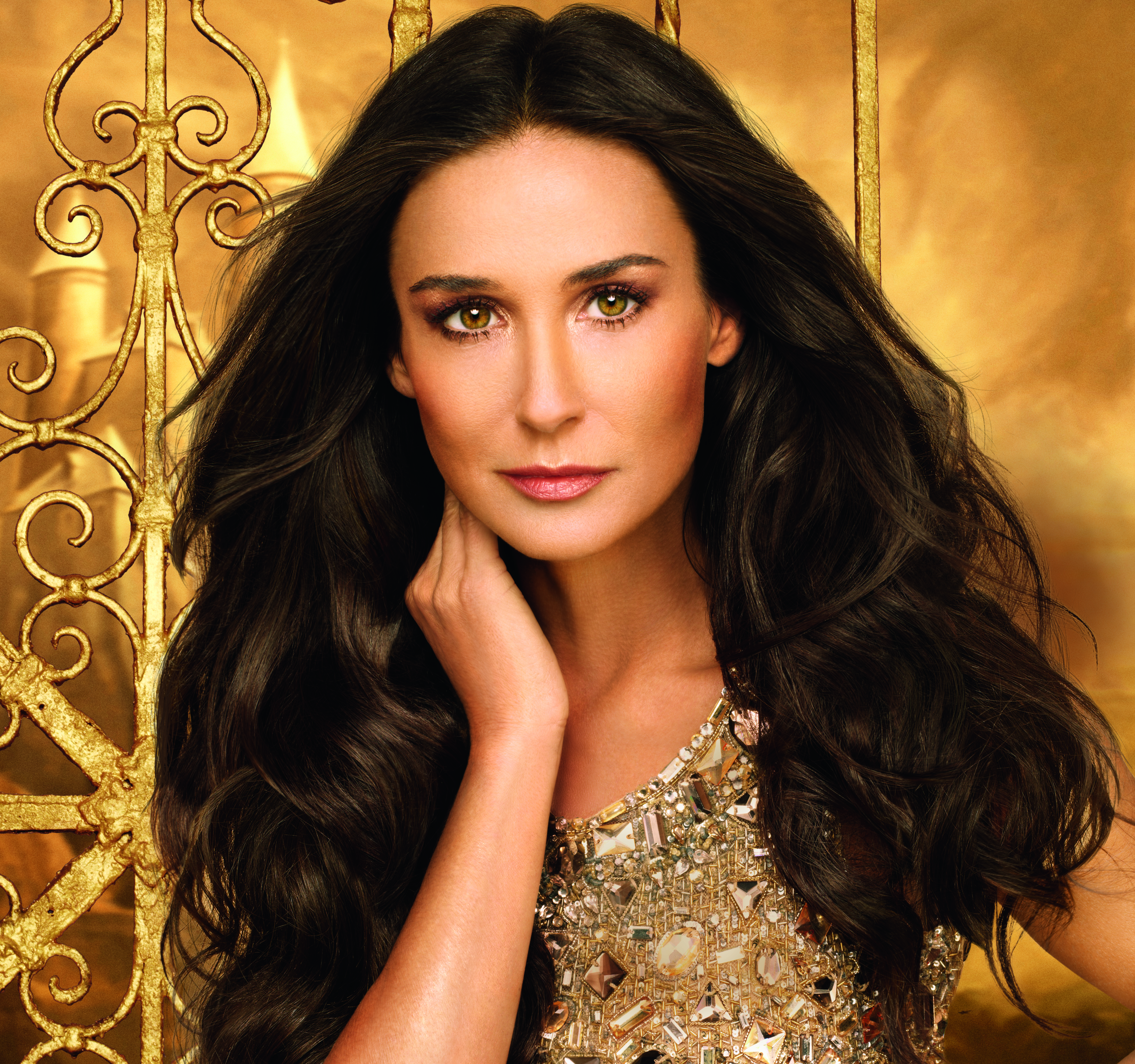
Мур рекламирует шведскую косметическую компанию Oriflame в 2012 году

Как отмечало издание Entertainment Weekly, её гонорар вызвал «эффект домино» в индустрии: после этого Шэрон Стоун повысила свои расценки с 6 до 7 млн, Джоди Фостер — с 7 до 8, Мэг Райан — с 6 до 8, а Джулия Робертс — с 12 до 13 млн.  
Однако во время работы над «Солдат Джейн» в прессе появились сообщения о том, что Мур потребовала от студии зафрахтовать два самолёта — для себя и своей свиты. Это лишь укрепило её репутацию «дивы», сложившуюся после отказа от роли в фильме «Пока ты спал» (впоследствии её сыграла Сандра Буллок) из-за несогласия студии с её финансовыми условиями. Журналисты даже прозвали актрису «Gimme Moore» (от англ. give me more — «дай мне больше»). Тем не менее, позднее её стали называть пионером в борьбе за равные условия для актрис — она первой потребовала для себя такие же гонорары, бонусы и позиции в титрах, как у мужчин-коллег.  
В 2007 году The Guardian писала о ней: «Её экранный образ всегда несёт в себе что-то неуязвимое. В нём есть жёсткость, сила, решительность». В 2003 году о её карьере вышел выпуск передачи E! True Hollywood Story, а в 2012 — Celebrity Style Story.  
Деми Мур неоднократно включали в списки самых красивых женщин мира. В 1996 году журнал People назвал её одной из «50 самых красивых людей», а в 2004-м она заняла 9-е место в рейтинге «Самых красивых женщин всех времён». В 1999 году она стала приглашённым редактором ноябрьского номера Marie Claire, а Forbes поместил её на 8-ю строчку в топ-20 актрис, основываясь на кассовых сборах её фильмов. В 2019 году The Wall Street Journal включил материал о Мур в число самых читаемых статей года, а в 2025-м она возглавила ежегодный рейтинг People «100 самых красивых людей» и попала в список Time «100 самых влиятельных людей года».  

Актриса активно ведёт соцсети: на январь 2020 года у неё было 4,5 млн подписчиков в Twitter, а к марту 2024-го её аудитория в Instagram выросла до 6,1 млн. Она использует эти платформы для привлечения внимания к проблеме сексуальной эксплуатации и рабства. По данным Harper's Bazaar, более половины её публикаций посвящены этой теме. Сама Мур отмечает: 
Мне нравится общаться с людьми в виртуальном мире… обмениваться мыслями и идеями, особенно с теми, с кем в реальной жизни наши пути, возможно, никогда бы не пересеклись.  
Деми Мур — частая гостья на обложках ведущих модных изданий, среди которых W, Vanity Fair, Interview, Rolling Stone, Glamour, InStyle, Time и Vogue. В октябре 2019 года она снялась обнажённой для Harper's Bazaar. Примечательно, что с 1980 года её фото регулярно появляются на первых страницах глянца. Кроме того, она снималась в рекламе таких брендов, как Keds, Oscar Mayer, Diet Coke, Lux, Jog Mate, Seibu Department Stores, а также участвовала в печатных кампаниях Versace и Ann Taylor.

### ОбложкиVanity Fair

Обложка журнала Vanity Fair 1991 года с беременной Мур

В августе 1991 года Деми Мур появилась обнажённой на обложке журнала Vanity Fair под заголовком More Demi Moore («Ещё больше Деми Мур»). Фотографию сделала Энни Лейбовиц, когда актриса была на седьмом месяце беременности вторым ребёнком — Скаут Ларю Уиллис. По замыслу фотографа, снимок должен был передать «антиголливудский» и «антигламурный» образ.  
Обложка вызвала широкий резонанс и стала предметом активного обсуждения в СМИ. Откровенность, с которой Лейбовиц изобразила беременную секс-символ, разделила общественное мнение: одни усмотрели в этом сексуальную объективацию, другие же расценили фотографию как символ женской уверенности и раскрепощённости.  
Снимок породил множество пародий. Например, журнал Spy опубликовал версию, где голову тогдашнего мужа актрисы, Брюса Уиллиса, «приставили» к телу мужчины-модели с накладным животом. Ещё один спорный случай связан с пародией, созданной для рекламы фильма «Голый пистолет 33⅓: Последний выпад» (1994). В ней тело модели сочеталось с «виновато-ухмыляющимся» лицом актёра Лесли Нильсена, а сопровождающая надпись гласила: «Выходит в марте». Лейбовиц подала в суд на кинокомпанию Paramount Pictures (дело Leibovitz v. Paramount Pictures Corp.), однако в 1996 году иск был отклонён: суд постановил, что пародия основана на комическом эффекте от контраста с оригиналом.  
В ноябре 2009 года марокканский журнал Femmes du Maroc повторил знаменитую позу, сфотографировав в таком же стиле журналистку Надю Ларге. Это вызвало неоднозначную реакцию в мусульманской стране.  
Год спустя, в августе 1992-го, Мур вновь появилась обнажённой на обложке Vanity Fair — на этот раз её тело было раскрашено художницей по боди-арту Джоанн Гейр. Фотосессия получила название Demi’s Birthday Suit («Деми в костюме Евы»).

## Личная жизнь

### Ранние браки и отношения
8 февраля 1981 года 18-летняя Деми Мур вышла замуж за 30-летнего певца Фредди Мура, который незадолго до этого развёлся со своей первой женой Люси. Ещё до свадьбы Деми начала использовать фамилию мужа в качестве сценического имени. Однако их брак продлился недолго: в 1983 году пара рассталась, после чего у Мур завязались отношения с актёром Тимоти Хаттоном. Официально развод с Фредди Муром был оформлен 7 августа 1985 года, хотя заявление на развод Деми подала ещё в сентябре 1984 года.  

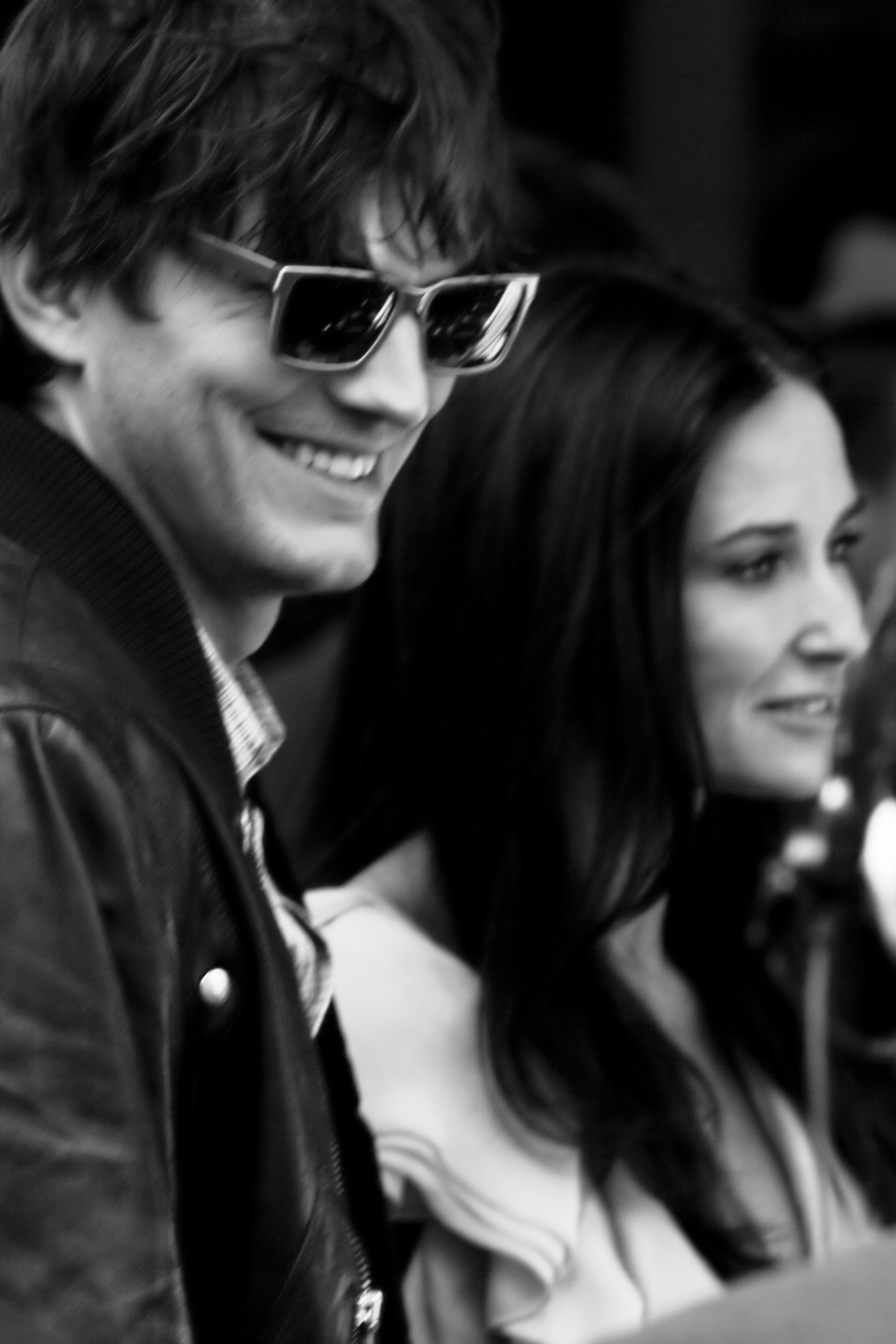
Мур и Кутчер в 2009 году

Позже актриса обручилась с Эмилио Эстевесом, своим партнёром по фильмам «Огни святого Эльма» и «Уиздом» (криминальная драма, которую Эстевес также написал и срежиссировал). Свадьба была запланирована на 6 декабря 1986 года, но помолвка была расторгнута после того, как некая женщина подала на Эстевеса в суд, требуя от него $2 миллиона в качестве алиментов.  

### Брак с Брюсом Уиллисом
21 ноября 1987 года Деми вышла замуж во второй раз — за актёра Брюса Уиллиса. В этом браке у них родились три дочери: Румер Гленн Уиллис (1988), Скаут Ларю Уиллис (1991) и Таллула Белль Уиллис (1994). Однако 24 июня 1998 года пара объявила о расставании, а 18 октября 2000 года их развод был официально оформлен. Несмотря на это, Мур сохранила дружеские отношения с Уиллисом и его нынешней супругой Эммой Хеминг-Уиллис. Впоследствии она помогала им и их общим детям ухаживать за Брюсом, чьё здоровье значительно ухудшилось.  
После развода с Уиллисом у Деми был трёхлетний роман с инструктором по боевым искусствам Оливером Уиткомбом (1999—2002).  

### Отношения с Эштоном Кутчером
В 2003 году Мур начала встречаться с актёром Эштоном Кутчером. Вскоре после начала их отношений она забеременела, но на шестом месяце беременность закончилась выкидышем. Тем не менее пара продолжила отношения и 24 сентября 2005 года сыграла свадьбу. На церемонии присутствовало около 150 гостей, включая Брюса Уиллиса.  
Однако в ноябре 2011 года, после месяцев спекуляций в прессе о проблемах в их браке, Деми объявила о решении развестись с Кутчером. Официально развод был завершён 26 ноября 2013 года после длительного периода раздельного проживания.  

### Здоровье и интересы
Деми Мур связывает своё хорошее самочувствие с сыроедческой диетой. В политике она поддерживает Демократическую партию США.  
Некоторое время актриса увлекалась учением Каббалы под руководством Филипа Берга и даже познакомила с этим учением Кутчера. Позже она дистанцировалась от организации Берга.  
Кроме того, Мур известна как страстная коллекционерка кукол. По данным The New York Times, она является самым известным в мире коллекционером этого вида игрушек, а одной из её любимых кукол является модель по имени Джин Маршалл. Для своей коллекции, насчитывающей около 2000 экземпляров, актриса даже выделила отдельное помещение.

## Активизм и филантропия
Деми Мур активно участвует в благотворительной деятельности, поддерживая множество организаций. Среди них — All Day Foundation, American Foundation for AIDS Research, Artists for Peace and Justice, Coalition to Abolish Slavery and Trafficking, Free The Slaves, Raising Malawi, The Art of Elysium и ЮНИСЕФ.  

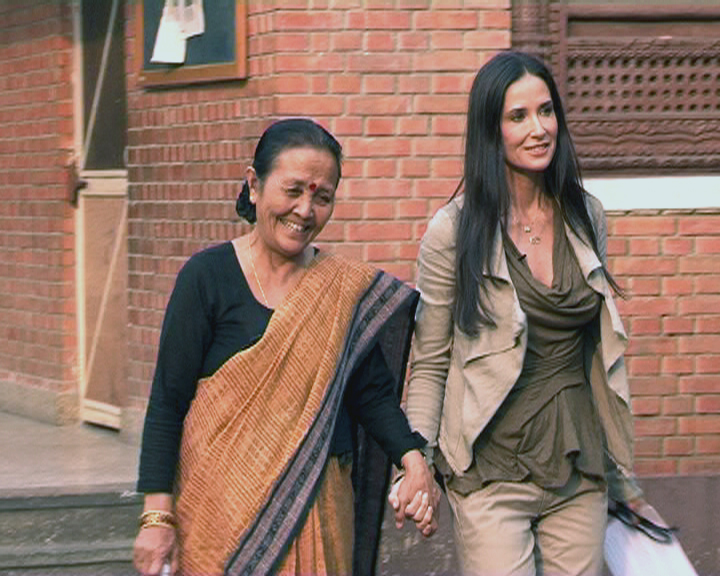
Мур с Анурадхой Коиралой во время визита в Непал в 2011 году

В 2010 году актриса победила Кевина Бейкона в конкурсе Pepsi Refresh Celebrity Challenge, выиграв $250 тысяч, которые направила в организацию GEMS: Girls Educational & Mentoring Services. Эта некоммерческая группа помогает молодым женщинам, пострадавшим от сексуальной эксплуатации и торговли людьми. В том же году Мур отправилась на Гаити вместе с Artists for Peace and Justice, чтобы оказать помощь после разрушительного землетрясения. Кроме того, она поддерживала Chrysalis — организацию, занимающуюся трудоустройством бездомных.  
Мур также стала специальным корреспондентом проекта CNN Freedom Project. В рамках этой работы она посетила Непал, где встретилась с Анурадхой Коиралой — героиней CNN 2010 года и основательницей организации Maiti Nepal, которая с 1993 года спасла более 12 тыс непальских детей от сексуальной эксплуатации. Актриса выступила в роли ведущей и рассказчика в документальном фильме CNN «Похищенные дети Непала», вышедшем 26 июня 2011 года. В ленте она общалась с премьер-министром Непала Джаланатом Кханалом и спасёнными девушками, которых принуждали к проституции.  
В 2009 году Мур попала в «антирейтинг» PETA за ношение меха, однако спустя два года поддержала кампанию организации за запрет использования острых крюков для дрессировки цирковых слонов.  
В 2009 году вместе с Эштоном Кутчером Мур основала DNA Foundation — некоммерческую организацию, борющуюся против сексуального рабства детей. Первая кампания фонда привлекла таких знаменитостей, как Джастин Тимберлейк, Шон Пенн и Брэдли Купер, снявшихся в серии вирусных роликов с лозунгом «Настоящие мужчины не покупают девочек». В ноябре 2012 года фонд был переименован в Thorn: Digital Defenders of Children — его миссия заключается в противодействии торговле детьми, эксплуатации несовершеннолетних и распространению материалов с детской порнографией. По данным отчёта организации за 2017 год, Thorn помог правоохранительным органам выявить 5 894 жертвы секс-трафика и спасти 103 ребёнка, чьи материалы распространялись в сети.  В 2022 году Thorn обнаружил 824 466 файлов с материалами о сексуальном насилии над детьми и идентифицировал 1 895 пострадавших.  
В 2018 году Visionary Women, лос-анджелесская некоммерческая организация, наградила Деми Мур премией Visionary Woman Award за вклад в борьбу с торговлей людьми. В 2024 году актриса получила Премию Мужества на благотворительном гала-вечере The Women’s Cancer Research Fund.

## Фильмография
| Год       |     | Русское название                                          | Оригинальное название                                    | Роль                                |
| --------- | --- | --------------------------------------------------------- | -------------------------------------------------------- | ----------------------------------- |
| 1978      | с   | В.Э.Б.                                                    | W.E.B.                                                   | невинный подросток                  |
| 1979      | с   | Каз                                                       | Kaz                                                      | подросток-проститутка               |
| 1981      | ф   | Выбор                                                     | Choices                                                  | Корри                               |
| 1982      | ф   | Паразит                                                   | Parasite                                                 | Патриша Уэллс                       |
| 1982      | ф   | Молодость, больница, любовь                               | Young Doctors in Love                                    | стажёрка                            |
| 1984      | с   | Мастер                                                    | The Master                                               | Холли Трамбулл                      |
| 1984      | тф  | Спальни                                                   | Bedrooms                                                 | Нэнси                               |
| 1984      | ф   | Во всём виноват Рио                                       | Blame It on Rio                                          | Николь «Никки» Холлис               |
| 1982—1984 | с   | Главный госпиталь                                         | General Hospital                                         | Джекки Темплтон                     |
| 1984      | ф   | Только большое чувство                                    | No Small Affair                                          | Лора Виктор                         |
| 1985      | ф   | Огни святого Эльма                                        | St. Elmo’s Fire                                          | Джулианна «Джулс» Ван Паттен        |
| 1986      | ф   | Что случилось прошлой ночью                               | About Last Night…                                        | Дебора Салливан                     |
| 1986      | ф   | Одно безумное лето                                        | One Crazy Summer                                         | Кассандра Элдридж                   |
| 1986      | ф   | Уиздом                                                    | Wisdom                                                   | Карен Симмонс                       |
| 1987      | в   | Экспериментальная комедия «Cinemax»                       | Cinemax Comedy Experiment                                | Сэнди Дарден                        |
| 1988      | ф   | Седьмое знамение                                          | The Seventh Sign                                         | Эбби Куинн                          |
| 1989      | с   | Детективное агентство «Лунный свет»                       | Moonlighting                                             | женщина в лифте                     |
| 1989      | ф   | Мы не ангелы                                              | We’re No Angels                                          | Молли                               |
| 1990      | с   | Байки из склепа                                           | Tales from the Crypt                                     | Кэти Марно                          |
| 1990      | ф   | Привидение                                                | Ghost                                                    | Молли Дженсен                       |
| 1991      | ф   | Одни неприятности                                         | Nothing But Trouble                                      | Дайана Лайтсон                      |
| 1991      | ф   | Смертельные мысли                                         | Mortal Thoughts                                          | Синтия Келлогг                      |
| 1991      | ф   | Жена мясника                                              | The Butcher’s Wife                                       | Марина Лемке                        |
| 1992      | ф   | Несколько хороших парней                                  | A Few Good Men                                           | лейтенант-коммандер ДжоЭнн Гэллоуэй |
| 1993      | ф   | Непристойное предложение                                  | Indecent Proposal                                        | Дайана Мёрфи                        |
| 1994      | ф   | Разоблачение                                              | Disclosure                                               | Мередит Джонсон                     |
| 1995      | ф   | Алая буква                                                | The Scarlet Letter                                       | Эстер Принн                         |
| 1995      | ф   | Время от времени                                          | Now and Then                                             | Саманта Албертсон                   |
| 1996      | ф   | Присяжная                                                 | The Juror                                                | Анна Лэрд                           |
| 1996      | мф  | Горбун из Нотр-Дама                                       | The Hunchback of Notre Dame                              | Эсмеральда                          |
| 1996      | ф   | Стриптиз                                                  | Striptease                                               | Эрин Грант                          |
| 1996      | тф  | Если бы стены могли говорить                              | If These Walls Could Talk                                | Клэр Доннелли                       |
| 1996      | ки  | Анимированная книга рассказов Диснея: Горбун из Нотр-Дама | Disney’s Animated Storybook: The Hunchback of Notre Dame | Эсмеральда                          |
| 1996      | тмф | Магическая семёрка                                        | The Magic 7                                              | Ю-Зет Ониса                         |
| 1996      | мф  | Бивис и Баттхед уделывают Америку                         | Beavis and Butt-Head Do America                          | Даллас Граймс                       |
| 1997      | с   | Эллен                                                     | Ellen                                                    | образцовая леди                     |
| 1997      | в   | Путь в никуда                                             | Destination Anywhere                                     | Джейни                              |
| 1997      | ф   | Солдат Джейн                                              | G.I. Jane                                                | лейтенант Джордан О’Нил             |
| 1997      | ф   | Разбирая Гарри                                            | Deconstructing Harry                                     | Хелен                               |
| 2000      | ф   | Две жизни                                                 | Passion of Mind                                          | Марта Мари / Марти Толридж          |
| 2002      | мф  | Горбун из Нотр-Дама II                                    | The Hunchback of Notre Dame II                           | Эсмеральда                          |
| 2003      | с   | Уилл и Грейс                                              | Will & Grace                                             | Сисси Палмер-Гинзбург               |
| 2003      | ф   | Ангелы Чарли: Только вперёд                               | Charlie’s Angels: Full Throttle                          | Мэдисон Ли                          |
| 2005      | в   | Научно-фантастическая резня                               | Sci-Fi Slaughter                                         | Патриша Уэллс                       |
| 2006      | ф   | Полусвет                                                  | Half Light                                               | Рейчел Карлсон                      |
| 2006      | ф   | Бобби                                                     | Bobby                                                    | Вирджиния Фэллон                    |
| 2007      | ф   | Без изъяна                                                | Flawless                                                 | Лора Куинн                          |
| 2007      | ф   | Кто вы, мистер Брукс?                                     | Mister Brooks                                            | детектив Трейси Этвуд               |
| 2009      | ф   | Слёзы счастья                                             | Happy Tears                                              | Лора                                |
| 2009      | ф   | Семейка Джонсов                                           | The Joneses                                              | Кейт Джонс                          |
| 2010      | ф   | Бунраку                                                   | Bunraku                                                  | Александра                          |
| 2011      | ф   | Родственнички                                             | Another Happy Day                                        | Пэтти                               |
| 2011      | ф   | Предел риска                                              | Margin Call                                              | Сара Робертсон                      |
| 2011      | док | Украденные дети Непала                                    | Nepal’s Stolen Children                                  | рассказчица                         |
| 2012      | ф   | Лето. Одноклассники. Любовь                               | LOL                                                      | Энн Уильямс                         |
| 2013      | ф   | Очень хорошие девочки                                     | Very Good Girls                                          | Кейт Филдс                          |
| 2015      | ф   | Заброшенный                                               | Forsaken                                                 | Мэри Элис Уотсон                    |
| 2016      | ф   | Молодость по страховке                                    | Wild Oats                                                | Кристал                             |
| 2016      | ф   | Слепец                                                    | Blind                                                    | Сюзанна Датчман                     |
| 2017      | ф   | Очень плохие девчонки                                     | Rough Night                                              | Леа                                 |
| 2017—2018 | с   | Империя                                                   | Empire                                                   | Клодия                              |
| 2018      | ф   | С любовью, Соня                                           | Love Sonia                                               | Сельма                              |
| 2018      | мс  | Звери                                                     | Animals                                                  | генерал                             |
| 2019      | ф   | Корпоративные животные                                    | Corporate Animals                                        | Люси Вандертон                      |
| 2020      | с   | Дивный новый мир                                          | Brave New World                                          | Линда                               |
| 2020      | с   | Грязная Дайана                                            | Dirty Diana                                              | Дайана Вуд                          |
| 2020      | ф   | Птица в клетке. Заражение                                 | Songbird                                                 | Пайпер Гриффин                      |
| 2022      | ф   | Пожалуйста, детка, пожалуйста                             | Please Baby Please                                       | Морин                               |
| 2022      | ф   | Невыносимая тяжесть огромного таланта                     | The Unbearable Weight of Massive Talent                  | Оливия Кейдж                        |
| 2024      | ф   | Субстанция                                                | The Substance                                            | Элизабет Спаркл                     |
| 2024      | с   | Вражда: Капоте против Лебедей                             | Feud: Capote vs. The Swans                               | Энн Вудворд                         |
| 2024—2026 | с   | Землевладелец                                             | Landman                                                  | Камилла Миллер                      |
| 2026      | ф   | Странные прибытия                                         | Strange arrivals                                         | Элизабет Хилл                       |
| 2026      | ф   | Я люблю усилители                                         | I Love Boosters                                          | ТВА                                 |

### Видеоклипы
| Год  | Артист         | Название                        | Роль                         |
| ---- | -------------- | ------------------------------- | ---------------------------- |
| 1980 | The Nu-Kats    | It’s Not a Rumor                | —                            |
| 1985 | Джон Парр      | St. Elmo’s Fire (Man in Motion) | Джулианна «Джулс» Ван Паттен |
| 1994 | Маппеты        | She Drives Me Crazy             | в роли самой себя            |
| 1998 | Джон Бон Джови | Ugly                            | —                            |

### Продюсер и режиссёр
| Год  | Русское название                                      | Оригинальное название                       | Продюсер | Режиссёр |
| ---- | ----------------------------------------------------- | ------------------------------------------- | -------- | -------- |
| 1991 | Смертельные мысли                                     | Mortal Thoughts                             | Да       | Нет      |
| 1995 | Время от времени                                      | Now and Then                                | Да       | Нет      |
| 1996 | Если бы стены могли говорить                          | If These Walls Could Talk                   | Да       | Нет      |
| 1997 | Остин Пауэрс: Человек-загадка международного масштаба | Austin Powers: International Man of Mystery | Да       | Нет      |
| 1997 | Солдат Джейн                                          | G.I. Jane                                   | Да       | Нет      |
| 1999 | Остин Пауэрс: Шпион, который меня соблазнил           | Austin Powers: The Spy Who Shagged Me       | Да       | Нет      |
| 2002 | Остин Пауэрс: Голдмембер                              | Austin Powers in Goldmember                 | Да       | Нет      |
| 2008 | Полоса                                                | Streak                                      | Нет      | Да       |
| 2011 | Пять                                                  | Five                                        | Нет      | Да       |
| 2012 | Разговор                                              | The Conversation                            | Да       | Нет      |
| 2020 | Грязная Дайана                                        | Dirty Diana                                 | Да       | Нет      |

## Театральные работы
| Год  | Русское название | Оригинальное название | Роль | Место проведения | Театр                     |
| ---- | ---------------- | --------------------- | ---- | ---------------- | ------------------------- |
| 1986 | Ранняя девочка   | The Early Girl        | Лили | Офф-Бродвей      | Репертуарный театр «Круг» |
| 2009 | 24-часовые пьесы | The 24 Hour Plays     | —    | Бродвей          | —                         |

## Награды и номинации

### Основные ассоциации
BAFTA
| Год  | Работа     | Категория           | Результат |
| ---- | ---------- | ------------------- | --------- |
| 2025 | Субстанция | Лучшая женская роль | Номинация |

Премия Гильдии киноактёров США
| Год  | Работа     | Категория                              | Результат |
| ---- | ---------- | -------------------------------------- | --------- |
| 2007 | Бобби      | Лучший актёрский состав в игровом кино | Номинация |
| 2025 | Субстанция | Лучшая женская роль                    | Победа    |

Премия Гильдии режиссёров Америки
| Год  | Работа | Категория                                   | Результат |
| ---- | ------ | ------------------------------------------- | --------- |
| 2012 | Пять   | Лучший режиссёр — мини-сериал или телефильм | Номинация |

«Золотой глобус»
| Год  | Работа                       | Категория                                       | Результат |
| ---- | ---------------------------- | ----------------------------------------------- | --------- |
| 1991 | Привидение                   | Лучшая женская роль — комедия или мюзикл        | Номинация |
| 1997 | Если бы стены могли говорить | Лучшая женская роль — мини-сериал или телефильм | Номинация |
| 1997 | Если бы стены могли говорить | Лучший мини-сериал или телефильм                | Номинация |
| 2025 | Субстанция                   | Лучшая женская роль — комедия или мюзикл        | Победа    |

«Независимый дух»
| Год  | Работа       | Категория              | Результат |
| ---- | ------------ | ---------------------- | --------- |
| 2012 | Предел риска | Премия Роберта Олтмена | Победа    |
| 2025 | Субстанция   | Лучшая главная роль    | Номинация |

«Оскар»
| Год  | Работа     | Категория           | Результат |
| ---- | ---------- | ------------------- | --------- |
| 2025 | Субстанция | Лучшая женская роль | Номинация |

«Эмми»
| Год  | Работа                       | Категория        | Результат |
| ---- | ---------------------------- | ---------------- | --------- |
| 1997 | Если бы стены могли говорить | Лучший телефильм | Номинация |